# Bianca e Falliero
Représentations notables
Personnages
Bianca : Soprano
Capellio : Basse
Contareno : Ténor
Costanza : Soprano
Falliero : contralto
Priuli : basse
Bianca e Falliero, ossia Il consiglio dei tre (Bianca et Falliero, ou le conseil des trois) est un opera seria (melodramma per musica) en deux actes de Gioachino Rossini sur un livret italien de Felice Romani, inspiré par la pièce d'Antoine-Vincent Arnault, Les Vénitiens, ou Blanche et Montcassin. L'opéra fut créé le 26 décembre 1819 à La Scala de Milan.

## Genèse
L'opéra fut créé le 26 décembre 1819 à La Scala de Milan. Giuseppe Fioravanti, un baryton alors très en vogue fils du compositeur Valentino Fioravanti faisait partie de la première distribution de même que Carolina Bassi Manna, une contralto italienne parmi les meilleures de son temps.
L'œuvre fut donnée trente fois durant la première saison à Milan avant d'être produite un peu partout en Italie et à l'étranger puis de sombrer dans l'oubli. Elle fut à nouveau proposée au Rossini Opera Festival de Pesaro en 1986 avec Katia Ricciarelli, Marilyn Horne, et Chris Merritt. Cette production est reprise en 1989 à l’Auditorium Pedrotti de Pesaro, avec Chris Merritt, Lella Cuberli et Martine Dupuy sous la direction de Daniele Gatti puis Opera Rara sort trois CD de l'oeuvre complète, cette fois avec Majella Cullagh, Jennifer Larmore, Barry Banks et  Ildebrando d'Arcangelo.
En 2005 au Teatro Rossini, l'oeuvre est à nouveau donnée sous la direction de Renato Palumbo, avec Francesco Meli, Maria Bayo et Daniela Barcellona dans une mise en scène de Jean-Louis Martinoty et donne lieu à la sortie d'un DVD chez Dynamic. D'autres reprises ont lieu dans le monde germanique notamment à Francfort, Erl et Bad Wildbad.
Le Rossini Opera Festival reprend à nouveau l'opéra en ouverture de l'été 2024, dans une mise en scène de Jean-Louis Grinda, et sous la direction musicale de Roberto Abbado, avec Jessica Pratt et Dmitry Korchak.
L'opéra est considéré comme particulièrement difficile à interpréter en raison de la grande virtuosité qu'il requiert en permanence.

## Rôles et tessitures
| Rôle                                            | tessiture  | Distribution de la Première, 26 décembre 1819 (direction musicale : Gioacchino Rossini et Alessandro Rolla) |
| ----------------------------------------------- | ---------- | --- |
| Bianca, fille de Contareno                      | soprano    | Violante Camporesi                                                                                          |
| Capellio, Sénateur                              | basse      | Giuseppe Fioravanti                                                                                         |
| Contareno, Sénateur                             | ténor      | Claudio Bonoldi                                                                                             |
| Costanza, nurse of Bianca                       | soprano    | Adelaide Ghinzani                                                                                           |
| Falliero, général vénitien                      | contralto  | Carolina Bassi                                                                                              |
| Priuli, Doge de Venise                          | basse      | Alessandro De Angeli                                                                                        |
| Pisani                                          | tenor      | Francesco Antonio Biscottini                                                                                |
| Loredano, Sénateur                              | Rôle parlé | |
| Sénateurs, nobles, baillis, soldats, serviteurs |            | |

## Argument

### Acte I
Contanero offre sa fille Bianca en mariage à Capellio, membre d'un clan rival, afin de sceller la réconciliation entre deux familles ennemies de longue date. Bianca cependant est éprise de Falliero, dont la rumeur prétend qu'il serait mort dans la défense de Venise contre une menace militaire. Elle chante son amour pour ce jeune général dans la cavatine Della rosa il bel vermiglio. Quand Falliero revient de la guerre, Bianca se révolte contre les projets de son père pour elle, Contanero alors menace de ruiner Falliero. La cérémonie de mariage commence mais Bianca refuse d'épouser Capellio et ne signe pas le contrat, Falliero survient alors en pleine cérémonie.

### Acte II
Afin d'échapper à la colère du père de Bianca, Falliero est contraint de quitter le lieu du mariage. Mais Bianca refuse toujours de poursuivre. Surviennent alors des nouvelles annonçant que Falliero a été capturé et doit comparaître pour trahison, il lui est reproché d'avoir des contacts avec une puissance étrangère car il a trouvé refuge à l'ambassade d'Espagne. Malheureusement pour lui, ses juges sont le conseil des Trois : Contareno, Capellio et Loredano. Bien que Fallerio ne se défende pas, Bianca plaide avec passion en sa faveur. Finalement, les suppliques de Bianca ne sont pas vaines et Capellio doit convenir que les deux amants sont destinés l'un à l'autre. La pièce finit heureusement.

## Musique
Le quatuor de la scène du procès, Cielo, il mio labbro ispira, fut retravaillé plusieurs fois par Rossini et acquit une popularité qui excéda celle de l'opéra lui-même. Stendhal le décrivit comme l'une des plus réussies des créations de Rossini. Au seizième chapitre de son essai Sur l'Amour, il écrit ainsi: "un ton triste et tendre, pourvu qu'il ne soit pas trop dramatique, que l'imagination ne soit pas forcée de s'attacher à l'action, et que l'on puisse seulement rêver d'amour, est une chose délicieuse pour des âmes misérables et tendres: ainsi la longue partie de clarinette au début du quatuor de Bianca e Faliero [sic] et l'histoire de Camporesi vers le milieu du quatuor."